# Rapunzel voor altijd
Rapunzel voor altijd (originele titel: Tangled Ever After) is een zes minuten durende Amerikaanse geanimeerde korte film uit 2012, geschreven en geregisseerd door Nathan Greno en Byron Howard. Het is een vervolg op de Disneyfilm Rapunzel uit 2010. De film ging in première in theaters op 13 januari 2012, voor de 3D theatrale heruitgave van Belle en het Beest en op Disney Channel, gevolgd door de première van De prinses en de kikker op 23 maart 2012. De korte film werd later, in de herfst van 2012, opgenomen als een extra op de Diamond Edition dvd en Blu-ray van Assepoester, en werd ook drie jaar later uitgebracht, op de Walt Disney Animation Studios Short Films Collection Blu-ray op 18 augustus 2015. De korte film is ook beschikbaar op Disney+ en iTunes.
Het verhaal van de korte film begint ongeveer twee jaar na de gebeurtenissen in Tangled, die in de tv-film Rapunzel: Wilde haren en de serie Rapunzels wilde avontuur worden verteld.

## Verhaal
Rapunzel en Eugene gaan trouwen. Corona is in feeststemming. Net voor de ceremonie raken Maximus en Pascal de ringen kwijt. Ze halen na een dwaze tocht door het koninkrijk de ringen terug. 

## Cast
| Personage            | Originele stem   | Nederlandse stem      |
| -------------------- | ---------------- | --------------------- |
| Rapunzel             | Mandy Moore      | Kim-Lian van der Meij |
| Eugene               | Zachary Levi     | Levi van Kempen       |
| Priester             | Alan Dale        | Kees van Lier         |
| Maximus              | Nathan Greno     |                       |
| Pascal               | Frank Welker     |                       |
| De Koningin          | Kari Wahlgren    |                       |
| Kleine dronken boef  | Paul F. Tompkins |                       |
| Wachter              | Nathan Greno     |                       |
| Stabbington Broeders | Nathan Greno     |                       |